# Presbiacusia
La presbiacusia (dal greco presbys “anziano” + akousis “udire”), o sordità legata all'età, è la diminuzione dell'udito per effetto dell'invecchiamento. Si tratta di un'ipoacusia neurosensoriale progressiva bilaterale e simmetrica correlata all'avanzamento dell'età. L'ipoacusia è inizialmente più accentuata nei confronti delle frequenze più elevate. La perdita dell'udito che si accumula con l'età, ma che è causata da fattori diversi rispetto al normale invecchiamento, non è presbiacusia, anche se può essere difficile differenziare gli effetti individuali di molteplici cause sulla perdita dell'udito. Ci sono quattro tipi patologici di presbiacusia:
1. sensoriale: caratterizzata da degenerazione dell'organo del Corti.
2. neurale: caratterizzato da degenerazione delle cellule del ganglio spirale.
3. striale/metabolica: caratterizzata da atrofia della stria vascularis in tutti i giri della coclea.
4. cocleare-conduttivo: dovuta a irrigidimento della membrana basilare della coclea che influenza così il suo movimento.

## Caratteristiche generali
È stato dimostrato che il deterioramento dell'udito inizia molto presto, dall'età di 18 anni circa. La norma internazionale ISO7029-2000 mostra i cambiamenti previsti (innalzamenti) della soglia di percezione dell'udito dovuti esclusivamente all'invecchiamento, per popolazioni attentamente selezionate (escludendo individui con malattie dell'udito, esposizione al rumore, ecc), sulla base di una meta-analisi di dati pubblicati,. Con l'avanzare dell'età sono colpite più le alte frequenze che le basse e gli uomini più frequentemente rispetto alle donne. Una conseguenza immediata è che anche i giovani adulti possono perdere la capacità di udire i suoni ad altissima frequenza, sopra 15 o 16 kHz. Nonostante questo, la perdita di udito legata all'età può diventare evidente solo più avanti nel corso della vita. Gli effetti dell'età possono essere aggravati dall'esposizione all'inquinamento acustico, sia nel lavoro sia nel tempo libero (musica, ecc). Questa è la perdita dell'udito causata dal rumore (NIHL,Noise-InducedHearingLoss) che è distinta dalla presbiacusia.
La perdita dell'udito comporta un innalzamento della soglia uditiva di almeno 40 decibel inizialmente alle alte frequenze (8 kHz), che si estende lentamente e progressivamente anche alle basse frequenze. È una manifestazione clinica dell'invecchiamento nell'apparato uditivo descritta come una perdita dell'udito sempre bilaterale, e progressiva. Il presbiacusico è tipicamente una persona anziana che ha difficoltà a udire suoni alle frequenze già indicate, come ad esempio il trillo di un telefono o il suono di una sveglia. Ha maggior difficoltà a percepire le voci di donne e bambini rispetto a quelle maschili. Segue difficilmente i film doppiati, caratteristica questa che ben dimostra quanto il movimento delle labbra supplisca il deficit funzionale nella comprensione. La principale caratteristica del paziente è però la depressione, indotta proprio dalla difficoltà di entrare in comunicazione con le altre persone. Questo aspetto è più chiaro se si pensa che la perdita funzionale è lenta, progressiva e graduale, tanto che il soggetto fatica a rendersi conto pienamente della propria invalidità, fino a poter arrivare alla convinzione di essere al centro di cospirazioni, bisbiglii, isolamento. L'individuo diventa così sospettoso, a tratti irascibile e cade nella depressione che contribuisce ad alimentare la minor comunicazione e in qualche caso a isolarsi davvero, non solo dal punto di vista sensoriale, ma anche umano e sociale.
Oltre che dalla riduzione di sensibilità uditiva, la presbiacusia è caratterizzata da una riduzione della comprensione di dialoghi in ambienti rumorosi, da una rallentata elaborazione centrale delle informazioni acustiche (difficoltà di tradurre il significante in significato) e da un'imprecisa localizzazione spaziale della fonte sonora. Con il passare del tempo, il rilevamento di suoni acuti diventa più difficile e la percezione del linguaggio ne viene influenzata, in particolare quella delle consonanti fricative e sibilanti. Entrambe le orecchie tendono ad essere colpite. L'impatto della presbiacusia sulla comunicazione dipende sia dalla gravità della condizione sia dall'interlocutore.Sintomi spesso associati sono acufene e vertigini.

## Fisiopatologia
Esempi di cambiamenti microscopici che si riscontra in questa condizione sono la degenerazione delle cellule ciliate della coclea o delle stereociglia.

## Cause e fattori di rischio
La comunità medico-scientifica si è posta il problema di individuare le cause e i fattori di rischio che spiegano il fenomeno. L'invecchiamento è il primo fattore di rischio individuato tra la popolazione presbiacusica. L'invecchiamento è determinante con 4 meccanismi fisiopatologici che intervengono e che agiscono in 4 sedi anatomiche differenti dell'orecchio medio e dell'orecchio interno. Questi 4 meccanismi individuano altrettanti tipi di presbiacusia, tipi individuati dal dottor Harold Schuknecht, otologo e laringologo, descritti più avanti. Oltre all'invecchiamento, che di per sé rende instabili alcune sedi anatomiche dell'orecchio, altre cause contribuiscono a velocizzare, complicare o drammaticizzare il quadro clinico. Questi fattori di rischio sono il fumo, l'abuso di alcuni farmaci, l'ipertensione e l'aterosclerosi.
Ultima causa è l'esposizione al rumore intenso, se protratta negli anni. Ciò può avvenire ad esempio per attività lavorativa rumorosa. Questa causa è inserita per completezza, ma non è pienamente accettata nella presbiacusia (ARHL), perché si classifica come causa di danno da rumore (NIHL) che è considerata una patologia a sé. In realtà l'una e l'altra si confondono nei singoli casi, dato che non si può dire con esattezza quanto la perdita di udito sia dovuta solamente al rumore, e quanto solamente all'invecchiamento. È poi altrettanto vero che tutti i soggetti viventi sono esposti al rumore in diversa misura ed è impossibile dire che l'accumularsi di stress da rumore non sia correlato all'accumularsi dell'età.
La presbiacusia è correlata a diversi meccanismi che di solito si combinano causando il deterioramento:
• Perdita dei piccoli muscoli che gestiscono l'elasticità degli ossicini dell'orecchio medio.
• Progressiva perdita di cellule ciliate esterne nella coclea, che permettono l'amplificazione e la discriminazione dei suoni
• Degenerazione dei neuroni del ganglio spirale (perdita di connessioni con le cellule ciliate)
La presbiacusia frequentemente è associata a un deterioramento diffuso del sistema uditivo, dall'orecchio medio alla corteccia uditiva. Le conseguenze della presbiacusia generalmente sorgono sopra i 50 anni e si evolvono progressivamente e in modo simmetrico (entrambe le orecchie sono compromesse in modo simile).
I fattori che possono provocare la perdita dell'udito, che può essere difficile da riconoscere o distinguere dalla presbiacusia, includono:
• Ereditarietà: fattori come l'invecchiamento precoce della coclea e la suscettibilità della coclea al danno causato da farmaci, sono determinate geneticamente.
• Aterosclerosi: può ridurre la vascolarizzazione della coclea, riducendo in tal modo il suo apporto di ossigeno.
• Abitudini alimentari: la maggiore assunzione di grassi saturi potrebbe accelerare i cambiamenti aterosclerotici in età avanzata.
• Diabete: può causare vasculite e proliferazione endoteliale nei vasi sanguigni della coclea, riducendo in tal modo l'apporto di sangue.
• Danno da rumore: l'esposizione a rumori forti / musica in maniera continuativa accentua l'ipossia cocleare, aggravando la presbiacusia.
• Fumo: si ipotizza possa accentuare danni aterosclerotici a livello dei vasi sanguigni, che aggravano la presbiacusia.
• Ipertensione: provoca ingenti modificazioni vascolari, come la riduzione di afflusso di sangue alla coclea, peggiorando in questo modo la presbiacusia.
• Farmaci ototossici: l'ingestione di farmaci ototossici come l'aspirina può accelerare il processo di presbiacusia.
• Fattori ormonali, come gli estrogeni: possono influenzare la presbiacusia.
Escludendo questi fattori aggravanti, le alterazioni dell'udito correlate alla presbiacusia variano molto da persona a persona. Inoltre vi è una sostanziale differenza tra uomini e donne nell'innalzamento della soglia uditiva nella popolazione anziana: gli uomini sono più gravemente colpiti. Queste differenze di genere, insieme all'aspettativa di vita, possono dipendere da fattori socio-professionali e dalle abitudini specifiche di genere (bere, fumare). La presbiacusia è il tipo più diffuso di ipoacusia (360 milioni di persone in tutto il mondo nel 2014 con una soglia uditiva oltre 30 dB).
La presbiacusia si riscontra generalmente alle alte frequenze, oltre 8 kHz, poi progredisce a quelle oltre 6 kHz, e infine oltre 4 kHz. L'udito a frequenze inferiori può essere ridotto, ma la percezione delle basse frequenze rimane generalmente meno colpita; a tal punto che non sarà più possibile avere una conversazione in un ambiente rumoroso circostante (ristorante), a meno che non si parli ad alta voce o si legga il labiale dell'interlocutore.
L'ipoacusia grave si verifica quando si perde la percezione delle frequenze oltre 1 kHz. Per una persona che va incontro a presbiacusia, le conseguenze nella vita quotidiana possono variare da un semplice difetto di comprensione in un luogo rumoroso fino all'abbandono, isolamento, depressione. Un segnale precoce della presbiacusia è la necessità di vedere le labbra di qualcuno per capire quello che dice. Il perpetuarsi dell'alterazione genera un riflesso inconscio di prendere in considerazione i movimenti delle labbra per capire le parole.
L'impatto sociale della mancanza di intervento sulla perdita dell'udito è di 186 miliardi di dollari USA (1999) e 284 miliardi di euro (2004) ogni anno, rispettivamente negli USA e nell'intero continente europeo.

## Classificazione
La presbiacusia è spesso indicata con la sigla ARHL (dall'inglese: Age-Related Hearing Loss), che la distingue da altri tipi di ipoacusia come quella succitata, NIHL (Noise-Induced Hearing Loss). Come detto in precedenza, Schuknecht individua 4 diversi tipi di presbiacusia, a seconda dei diversi meccanismi fisiopatologici e delle diverse entità anatomiche interessate:
- Presbiacusia sensoriale alle Cellule Ciliate Esterne (OHC);
- Presbiacusia metabolica alla Stria Vascolare;
- Presbiacusia neurale alle Cellule del Ganglio di Corti e Nuclei Centrali;
- Presbiacusia meccanica alla Membrana Basilare.

Più tardi, da questi 4 egli eliminò quest'ultima e la suddivise in altri 2 tipi per spiegare alcune carenze nel suo modello di classificazione:
- Presbiacusia mista;
- Presbiacusia indeterminata.

Oggi il modello di Schuknecht è accettato solo in parte. Sono ritenute valide soprattutto la sensoriale e la neurale.

## Cura, prevenzione e compensazione
Non c'è possibilità di cura alla presbiacusia, perché il danno è in tutti i casi permanente. Inoltre non esiste una prevenzione specifica, ma soltanto indicazioni date dai fattori di rischio che andrebbero evitati quando possibile. La compensazione è protesica ed efficace nella maggior parte dei casi. Per l'efficacia è indispensabile una buona compliance del paziente. La depressione e il rifiuto dell'apparecchio protesico per lungo tempo sono altamente negativi per un ripristino della capacità funzionale. Le protesi sono di due tipi, qui di seguito descritti.

### Protesi per via aerea
Con le protesi tradizionali, il suono amplificato viene trasmesso alla coclea tramite un auricolare inserito nel condotto uditivo esterno. Invece le più moderne protesi acustiche ad elaborazione digitale funzionano diversamente: il segnale non è subito amplificato, ma è processato da un computer posto all'interno dell'apparecchio. Esso modifica il suono in modo preciso e sensibile, potendo ridurre il rumore di fondo che altrimenti verrebbe amplificato assieme al resto, e che costituiva il principale problema delle protesi tradizionali.

### Protesi per via ossea
Sono utilizzabili solo in caso che l'ipoacusia sia esclusivamente trasmissiva, cioè che il danno sia all'orecchio medio e non all'orecchio interno. Sono protesi costituite da un vibratore osseo. Questo è un piccolo dispositivo che emette vibrazioni alla frequenza dei suoni che riceve. Le vibrazioni vengono trasmesse all'orecchio interno attraverso il processo mastoideo dell'osso temporale. Quindi l'orecchio interno percepisce le vibrazioni come suoni.
Dispositivi quali gli apparecchi acustici e gli impianti cocleari rappresentano un valido supporto per migliorare l'udito in molti anziani, sebbene la percentuale di persone che li utilizzano sia bassa. Molti fattori possono spiegarne il motivo (informazione insufficiente, difficoltà ad effettuare screening, elevato costo dei dispositivi) sebbene l'aspetto degli apparecchi acustici di ultima generazione sia migliore e siano meglio accettati dalla popolazione. Tali dispositivi sono miniaturizzati, quindi meno visibili, e più efficaci e questo riduce le barriere psicologiche nei potenziali utilizzatori.
C'è stata una rivoluzione nella elaborazione numerica del segnale a partire dal 2000. È infatti possibile regolare il dispositivo in base alle variazioni ambientali. Le interferenze rumorose sono state praticamente eliminate grazie all'elaborazione numerica del segnale. Inoltre questi dispositivi possono connettersi via radio (HF, Wi-Fi, Bluetooth) ad una sorgente (microfono, telefono, teatri…) in ambienti adeguatamente attrezzati.
Gli audioprotesisti ritengono che questi nuovi dispositivi siano utili a coloro che li utilizzino sin dall'inizio della presbiacusia a differenza dei dispositivi precedenti che erano solamente degli amplificatori con trasposizione di frequenza e con pochi filtri che non miglioravano realmente la qualità complessiva del suono percepito.

### Approcci terapeutici
Anche se ancora in fase iniziale, diversi trattamenti per la presbiacusia sono in fase di sviluppo.
Fra questi ci sono la formulazione idrosolubile di coenzima Q10, il trapianto di timo fetale, e il farmaco Tanakan. In uno studio effettuato nel 2010 è stato dimostrato che la formulazione idrosolubile del coenzimaQ10 (CoQ10) era responsabile di un significativo miglioramento delle soglie della audiometria tonale liminare per via aerea ed ossea a 1000 Hz, 2000 Hz, 4000 Hz, e 8000 Hz.
In un prossimo futuro sarà importante effettuare un trial clinico più ampio al fine di ottenere ulteriore evidenze sperimentali degli effetti del CoQ10 nel prevenire lo sviluppo della sordità in persone affette da presbiacusia. Anche l'impianto di timo fetale e la rigenerazione del sistema immunitario del paziente mediante inoculo di cellule CD4+ T giovani prevengono la presbiacusia, come anche la sovraespressione del gene che codifica per il recettore dell'interleuchina 1 di tipo II (IL1R2) nelle cellule CD4+ T e la degenerazione del ganglio spirale nei topi Samp1, un modello murino per lo studio dell'invecchiamento.
Gli effetti del farmaco Tanakan sono stati osservati nel trattamento di timpanopatie in donne anziane. Tanakan diminuiva l'intensità della timpanite e migliorava la capacità di parlare e sentire nelle pazienti anziane, supportando l'utilità del trattamento con Tanakan in persone anziane con presbiacusia o udito tonale normale.
Anche alte dosi di salicilato si sono dimostrate promettenti in modelli animali, molto probabilmente migliorando la funzionalità delle cellule ciliate attraverso l'espressione della prestina, una proteina essenziale per svolgere la loro azione.

### Alimentazione
Sembra che la Ginkgo biloba abbia effetti benefici sulla presbiacusia. Anche se non ci sono ancora dati sperimentali certi, sembra che composti attivi della pianta rallentino la progressione della malattia.
Inoltre studi recenti dimostrano che la carenza di folato nella dieta è causa di insorgenza precoce di presbiacusia in modelli animali, confermando l'importanza della somministrazione di folato nella dieta per prevenire la presbiacusia.
Anche la riabilitazione uditiva può ridurre l'impatto della presbiacusia nella comunicazione del paziente con gli altri. Accorgimenti quali porsi esattamente di fronte, scandire le parole, garantire un'adeguata illuminazione, minimizzare il rumore ambientale di fondo, usare segni contestuali possono essere utili per migliorare la comprensione.

### Aspetti culturali
Recentemente la capacità dei giovani di sentire toni ad alta frequenza che non possono essere uditi da altre persone che superano i 25 anni di età ha portato allo sviluppo di un dispositivo per evitare raggruppamenti di giovani nei paraggi di negozi e abitazioni, per evitare schiamazzi e confusione nel Regno Unito (Mosquito).
Analogamente è stata sviluppata una suoneria per il telefono cellulare, Teen Buzz, usata da studenti a scuola, non udibile da molti insegnanti più adulti.
Nel settembre 2006 questa caratteristica è stata usata per creare un pezzo da ballare chiamato Buzzin. Il pezzo presentava due melodie: una che poteva essere sentita da tutti e l'altra che poteva essere udita solo dai giovani.